# Горка (Бекетовский сельсовет)
Го́рка — деревня в Вожегодском районе Вологодской области.
Входит в состав Бекетовского сельского поселения, с точки зрения административно-территориального деления — в Бекетовский сельсовет.
Расстояние по автодороге до районного центра Вожеги — 49 км, до центра муниципального образования Бекетовской — 3 км. Ближайшие населённые пункты — Гашково, Бор, Тарасовская, Порохино.
По переписи 2002 года население — 14 человек.